# Charles de Montalembert
Charles Forbes René de Tryon, conde de Montalembert, (Londres, 15 de abril de 1810 – Paris, 13 de março de 1870) foi um escritor, político e polemista francês pertencente à corrente neocatólica. Serviu na Câmara dos Pares, sendo um proeminente defensor da liberalização e modernização da Igreja Católica.

## Família
Charles Forbes René de Montalembert, nascido em 15 de abril de 1810, era de ascendência francesa e escocesa. O seu pai, Marc René, pertencia à família dos Angoumois, que remonta ao século XIII, enquanto os forais mostram a história da casa dois séculos antes. Por várias gerações, a família se destacou, tanto no exército quanto no campo da ciência. O pai de Montalembert lutou sob o comando de Condé e, posteriormente, serviu no exército britânico. Ele se casou com Eliza Rose Forbes, cujo pai, James Forbes, pertencia a uma família protestante escocesa muito antiga. Charles, o filho mais velho, nasceu em Londres. Na Restauração Francesa de 1814, Marc René retornou à França, foi elevado ao título de nobreza em 1820 e tornou-se embaixador na Suécia, onde Charles completou sua educação em 1826.

## Carreira
Os primeiros anos de Montalembert foram passados na Inglaterra, onde foi criado em grande parte por seu avô, que, embora protestante, o encorajou a seguir a religião de seu pai. Em 1819 frequentou o Lycée Bourbon e o Collège Sainte-Barbe em Paris. Em 1829, ele contribuiu para a revista Le Correspondant. Em setembro e outubro de 1830, ele viajou para a Irlanda, onde conheceu Daniel O'Connell; ele estava pensando em ajudar a causa pela qual O'Connell lutava escrevendo uma história da Irlanda, quando soube que a Câmara dos Comuns havia aprovado a Lei de Emancipação Irlandesa.
Charles de Montalembert tinha menos de 25 anos com a morte do pai em 1831 e, portanto, era muito jovem para ocupar seu lugar como um nobre, mas manteve outros direitos. Combinado com sua atividade literária e intelectual, isso o tornou uma pessoa de certa importância. Ele era liberal, no sentido inglês, e discordava do novo regime apenas na questão religiosa. Ele teria aprovado a política da média dourada representada por Luís Filipe. Ele desejava ver a Igreja livre do controle estatal e atacou o monopólio da instrução pública pelo qual a monarquia fortaleceu sua posição. Esse último esquema trouxe Montalembert à atenção do público quando ele foi formalmente acusado de ensinar não licenciado. Ele reivindicou o direito de julgamento por seus pares e fez uma defesa notável com uma intenção deliberada de protesto em 1832.
Por outro lado, ele pensava que a Igreja não deveria se opor obstinadamente às novas idéias. Ele ansiosamente entrou nos planos de seus amigos, Lamennais e Lacordaire, e colaborou com eles no jornal L'Avenir ("O Futuro"). Ele se distinguiu especialmente em "L'Avenir" por suas campanhas em favor da liberdade para a Irlanda e a Polônia, e por estas recebeu os parabéns de Victor Hugo e Alfred de Vigny. Em 1831, ele pensou em ir para a Polônia e se juntar aos insurgentes de lá. Ele foi fundamental na criação da Biblioteca Polonesa em Paris e sua sociedade literária associada para o Grande emigração para a França. 

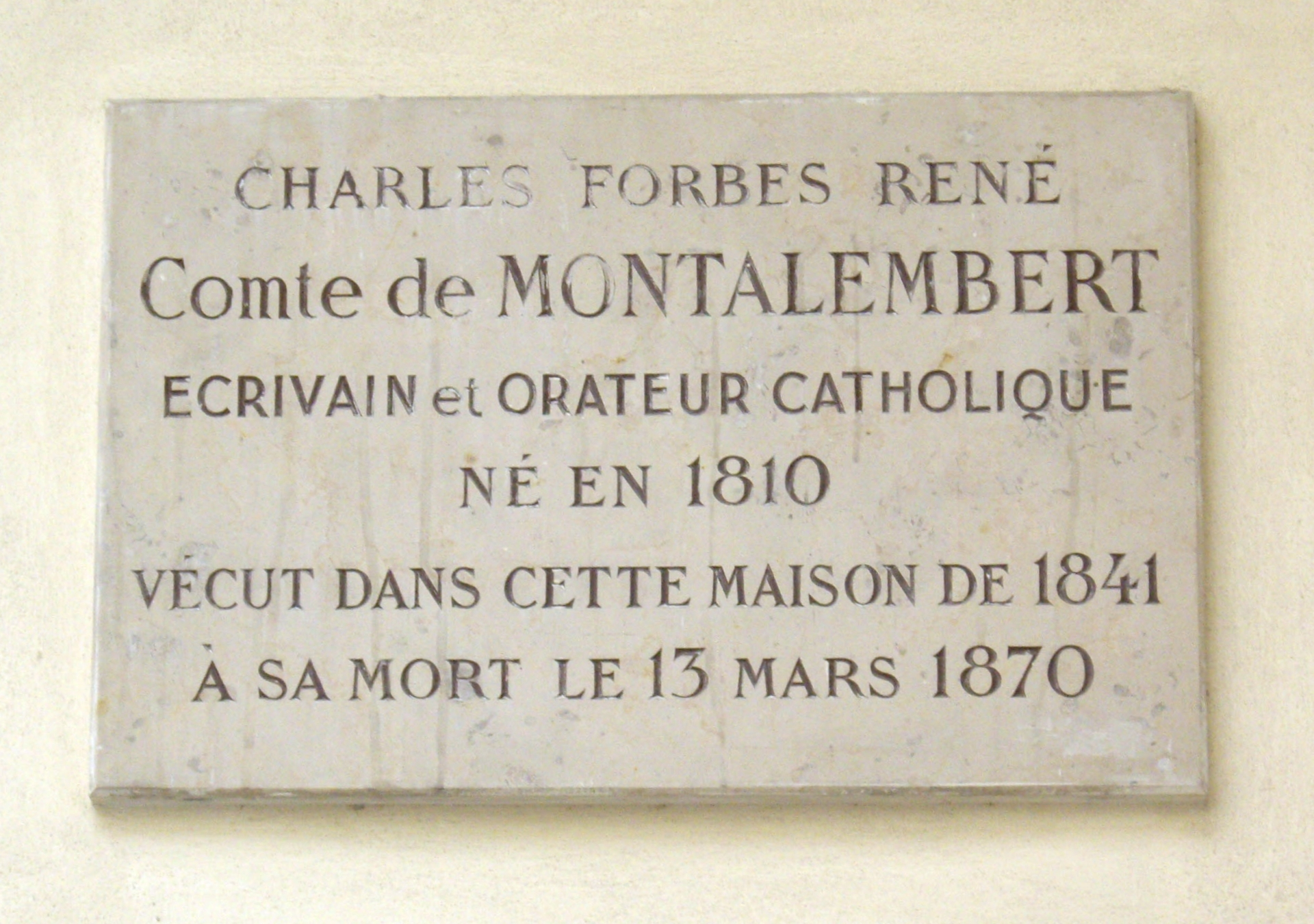
Placa memorial a Charles de Montalembert, 5 impasse de Valmy, Paris 7

O grupo ultramontano foi estimulado pela ousadia de Montalembert e seus dois amigos que partiram para Roma. Eles não conseguiram obter qualquer mitigação das medidas que a Cúria Romana tomou contra L'Avenir. Suas doutrinas foram condenadas em duas encíclicas, Mirari vos em 1832 e Singulari Nos em 1834, e Montalembert submetida. Em 1835 ele tomou assento na Câmara dos Pares, e sua competência logo o tornou famoso. Ele se agarrou ao seu liberalismo inicial e, em 1848, viu o fim de um governo ao qual sempre foi hostil. Em 1848 foi eleito para a Câmara dos Deputados. Ele estava inicialmente inclinado a apoiar Napoleão III, mas logo foi alienado por sua política. Montalembert permaneceu na Câmara até 1857, quando foi obrigado a retirar-se para a vida privada. Ele ainda era reconhecido como um adversário formidável do Império. Enquanto isso, suas idéias liberais haviam feito dele alguns inimigos irreconciliáveis entre os ultramontanistas. Louis Veuillot, em seu jornal, L'Univers religieux, se opôs a ele. Em 1855, Montalembert respondeu-lhes revivendo uma crítica que já havia deixado de ser publicada, Le Correspondant. Isso ele usou para lutar contra o partido de Veuillot e os liberais de extrema esquerda da Revue des deux mondes.

## Casamento
Montalembert casou-se com Mlle de Merode, filha de Félix de Mérode. Sua filha se casou com o visconde de Meaux, um estadista católico romano e escritor ilustre. Ele era, portanto, o cunhado do prelado e estadista papal belga Xavier de Mérode.
Montalembert era um amigo próximo de Edwin Wyndham-Quin, terceiro conde de Dunraven e Mount-Earl, com quem viajou pela Escócia em 1862, permanecendo no castelo de Dunraven em sua viagem de volta. O visconde viajou com Montalembert para a Suíça no ano seguinte e se hospedou em Maîche, Doubs (propriedade rural de Montalembert) em seu retorno.

## Trabalhos
Além de ser um orador eloqüente, Montalembert escreveu em um estilo ao mesmo tempo pitoresco, fogoso e polido. Ele foi um estudante fervoroso da Idade Média, mas seu entusiasmo medieval estava fortemente tingido de sentimentos religiosos. Sua primeira obra histórica, La Vie de Ste Elisabeth de Hongrie (1836), não é tanto uma história quanto um manifesto religioso, que muito contribuiu para restaurar a posição da hagiografia. Teve grande sucesso, mas Montalembert não foi eleito membro da Académie Française até 1851, após a queda da monarquia de julho.
A partir dessa época, ele dedicou grande parte de sua atenção a uma grande obra sobre o monaquismo no Ocidente. A princípio, ele se sentiu atraído pela figura de São Bernardo e dedicou um volume a ele. Posteriormente, ele o retirou a conselho de seu amigo Dupanloup, e toda a impressão foi destruída. Ele então ampliou seu plano original e publicou os primeiros volumes de seu Moines d'occident (1860), uma obra eloqüente que foi recebida com muita admiração nos círculos onde a linguagem era mais apreciada do que o aprendizado. A obra, inacabada na época da morte do autor, foi concluída posteriormente a partir de alguns longos fragmentos encontrados entre seus papéis. Os volumes VI e VII apareceram em 1877.
Como Chateaubriand, ele manteve um registro próximo (agora publicado) de conhecidos, convites, necrologia.

### Trabalhos (seleção)
- Défense de l'école libre devant la Chambre des Pairs (1831)
- Histoire de sainte Élisabeth, reine de Hongrie (1836)
- Monuments de l'histoire de sainte Élisabeth (1838)
- Du vandalisme et du catholicisme dans l'art (1839)
- The Obligation of Catholics in the Matter of Freedom of Teaching (1843)
- Catholic Interests in the Nineteenth Century (1852)
- Political Future of England (1855)
- Illustrations of West American oaks. From drawings by Albert Kellog. Desenhos de Albert Kellog; o texto de Edward L. Greene. Publicado com fundos fornecidos por James M. McDonald (1856)
- Pio IX e França em 1849 e 1859 (1860)
- Memoir of the Abbe Lacordaire. Authorized translation. (Londres, Richard Bentley, 1863)
- Les moines d'Occident depuis saint Benoît jusqu'à saint Bernard ("Os Monges do Ocidente de São Bento a São Bernardo", Paris: J. Lecoffre Fils et Cie., 1877)
- Saint Columban, ed. Em inglês, com introdução, notas e estudos críticos do Rev. EJ McCarthy, SSC (1927)
- Emmanuel Mounier, ed., Montalembert (Paris, 1945), uma antologia de sua escrita.